# L'Homme qui arrêta d'écrire
L'Homme qui arrêta d'écrire est un roman de Marc-Édouard Nabe publié en 2010. C'est le vingt-huitième livre de l'écrivain et son premier ouvrage auto-édité, l'auteur préférant utiliser le terme d'« anti-édition ».

## Résumé
Le livre raconte les six jours d'un écrivain qui arrête d'écrire après avoir été viré par son éditeur. Il est pris en main par Jean-Philippe Bouchard, blogueur, qui lui fait découvrir les années 2000. Le livre raconte Paris et l'époque découverts par les yeux de l'ex-écrivain. Il fréquente des univers, qui sont autant de thèmes développés dans le livre : le monde littéraire, le conspirationnisme, la télé-réalité, la série 24 heures chrono, Second Life, Colette, l'art contemporain, etc. De nombreuses personnalités publiques - dont les noms, systématiquement écorchés, sont néanmoins reconnaissables - apparaissent dans le récit.

## L'«anti-édition»
Le 10 novembre 2005, les Éditions du Rocher, rachetées par les laboratoires pharmaceutiques Pierre Fabre, se séparent de Marc-Édouard Nabe, après quinze ans de collaboration. L'écrivain bénéficiait d'un statut privilégié, résultat d'une complicité avec l'ancien propriétaire, Jean-Paul Bertrand. Il touchait une somme d'argent mensuelle pour travailler, sans percevoir de droits d'auteur sur ses livres. Défendu par l'avocat Emmanuel Pierrat, il assigne les Éditions du Rocher en novembre 2006 et obtient en juillet 2008 les droits des vingt-deux livres publiés. Il récupère également l'intégralité des stocks de ses ouvrages.
À l'été 2006, il écrit un texte sur Zinédine Zidane, qu'il choisit de publier sous la forme d'un tract collé sur les murs de Paris. Suivent sept autres textes, sur des sujets divers, toujours liés à l'actualité la plus proche. Dans la préface à la réédition de son premier livre, Au régal des vermines, parue en 2005, il annonce son intention d'arrêter d'écrire. Le texte est publié en janvier 2009, par les éditions du Dilettante, sous le titre Le Vingt-Septième Livre. Constatant que son annonce a été prise au sérieux, il se met dans la peau d'un écrivain qui a arrêté d'écrire et écrit L'Homme qui arrêta d'écrire.
Écrit dans le plus grand secret, le livre a été publié en surprise en janvier 2010. Le 7 janvier, un article de Jérôme Dupuis, paru dans L'Express, divulgue l'existence du vingt-huitième livre de l'écrivain. Pour rendre le livre crédible, et s'inspirant des tracts diffusés entre juillet 2006 et janvier 2009, il met en place un système d'auto-édition, avec l'aide d'Audrey Vernon, qu'il nomme l'« anti-édition ». L'écrivain la définit comme «  une auto-édition pour un auteur déjà connu ». Financièrement, le nouveau système permet de toucher des droits d'auteur correspondants à 70 % du prix de l'ouvrage, plutôt que d'environ 10 %. Le nouveau livre est absent des librairies, n'étant disponible que sur le site internet de l'écrivain et dans des points de vente précis (boucherie, restaurant, fleuriste, etc.). Il autorise certains libraires à vendre son livre, à condition qu'ils acceptent de ne toucher que 20 %, au lieu des habituels 35 %.
La couverture du livre ne contient que le nom de l'écrivain, le titre et le genre de l'ouvrage. Il n'y aucune indication sur la tranche et seul le numéro du livre (28) est indiqué sur le dos. Pas de nom d'éditeur, ni de code barre, ni de résumé sur la quatrième de couverture. Nabe a fait le choix de ne pas créer de maison d'édition : « J'aurais pu fonder les Éditions de la Vermine, Zannini et Cie ou bien La M-É-N, mais je ne veux pas tomber dans une imitation d'édition traditionnelle et encore moins avec un côté artisanal, ou bibliophile ».
Imprimé à mille exemplaires, grâce à l'argent récupéré lors de ses expositions, le premier tirage a été épuisé en trois semaines. Pour fêter les 3000 exemplaires de son roman, l'écrivain invite ses 3000 lecteurs le 15 avril 2010 à la Galerie Victoria,,. Le livre a connu trois tirages. Selon l'écrivain, un an après sa sortie, l'ouvrage s'est vendu à plus de 6 000 exemplaires.
Neuf mois après sa sortie, le roman est inscrit sur la liste du Prix Renaudot, une première pour un livre auto-édité,,. Il apparaît dans la seconde liste, la décision a été prise par trois jurés : Franz-Olivier Giesbert, Patrick Besson et J. M. G. Le Clezio. Le 9 novembre, le prix est finalement remis à Virginie Despentes. L'écrivaine avait pourtant été retirée de la première liste, pour être finalement rajoutée à la troisième et dernière liste. Elle est désignée après 11 tours de scrutin, avec 4 voix en sa faveur, contre 3 voix pour Simonetta Greggio, et 2 pour Marc-Édouard Nabe. Selon l'écrivain, l'obtention du prix lui aurait assuré 100 000 ventes de son roman, ce qui lui aurait permis de percevoir deux millions d'euros.

## Accueil critique

### Critiques positives
Premier critique à s'exprimer sur le livre, Jérome Dupuis, dans L'Express, traite beaucoup du nouveau système éditorial, tout en évoquant de nombreuses scènes du roman : « sous couvert d'une longue déambulation dans le Paris des années 2000, où il fustige aussi bien Facebook que les boîtes branchées tendance Le Baron, Jack Bauer que les conspirationnistes du 11 septembre, son double de papier allume férocement tout ce que la France compte d'écrivains, d'éditeurs et de journalistes en vue - BHL, Beigbeder, Philippe Katerine, Pierre Lescure... ».
Dans la Tribune de Genève, Lionel Chiuch accueille favorablement le roman et évoque notamment le règlement de comptes avec le monde littéraire : « Ça castagne, oui, mais sans aigreur, avec une espèce de distance amusée et de rage contenue ». Delfeil de Ton, dans Le Nouvel Observateur, estime « que son livre est une parfaite réussite, que d'un bout à l'autre on s'émerveille, qu'il y a une invention sans pareille, que c'est d'une drôlerie de tous les instants ». Dans la Revue Littéraire, Angie David parle du style renouvelé du roman, « empruntant davantage à l’oralité », et précise que « l’humour est omniprésent, sous forme d’autodérision ou d’ une ironie empreinte d’une grande lucidité sur le monde actuel ». Christophe Donner, dans Le Monde magazine, parle du roman comme d'un « pavé qui relève du coup de génie ». Dans Le Magazine des livres, Ludovic Maubreuil écrit : « [L'Homme qui arrêta d'écrire] ne tient, malgré son envergure, ses références et sa fièvre écrasantes, qu'à rappeler que la joie peut entamer l'aigreur, et que le narcissisme le plus haut en couleur finit par déboucher sur l'humble quête de l'autre ».

### Critiques négatives
François Gorin, dans Télérama, ironise sur la position de Nabe qui fait semblant d'arrêter d'écrire et le style du roman. Frédéric Beigdeder, un des nombreux personnages du roman, réagit négativement dans Voici : « Marc-Edouard Nabe imprime à compte d'auteur un ramassis de ragots mondains et d'attaques personnelles », avant de le traiter d'« aigri que la jalousie rend haineux ». Damien Aubel, dans la revue Transfuge, consacre un long article négatif sur l'ouvrage, l'évoquant néanmoins moins qu'Au Régal des Vermines et d'autres livres de l'écrivain ou la figure de Louis-Ferdinand Céline. Critiqué dans le Bulletin Célinien, Marc Laudelout écrit que le « livre risque de vieillir aussi vite que les engouements médiocres d'une société qui s'enlise mais il aura assurément valeur de témoignage ». Pierre Marcelle, dans Libération, juge négativement l'ouvrage : « C’est tout à trac et en vrac touchant, puéril, radoteur, ragotant, foutraque, démagogique, complaisant, fainéant et gentil, avec de ci de là des fulgurances qui font fugitivement regretter ce qu’il en eût été si Nabe n’avait encore confondu le soufre qu’il sentit avec la souffrance qu’il croit ressentir ».

## Échos
- En 2013, L'Express et l'Agence France-Presse publient des articles sur l'auto-édition, en mentionnant le succès de L'Homme qui arrêta d'écrire[34],[35].
- En avril 2017, Le Magazine Littéraire publie un dossier sur l'auto-édition, en mentionnant « l'anti-édition » de L'Homme qui arrêta d'écrire[36].
- En septembre 2018, le livre de Marcos Koskas, Bande de Français, publié à compte d'auteur sur Amazon, est inscrit sur la première liste du Prix Renaudot, à l'initiative de Patrick Besson. Le Monde précise : « C’est la deuxième fois qu’un livre auto-édité figure dans la présélection du Prix Renaudot : Marc-Edouard Nabe avait précédé Marco Koskas, en 2010, avec L’homme qui arrêta d’écrire. »[37]

## Édition
- Marc-Édouard Nabe, L'Homme qui arrêta d'écrire, auto-édition, 2010, 695 p.  (ISBN 9782953487909)